# Сопоцько, Аркадий Иосифович
Арка́дий Ио́сифович Сопо́цько (19 апреля 1839, Москва — неизвестно) — один из первых присяжных поверенных во Владимире, Москве и Вологде, отец писателя-монархиста М. Сырокомля-Сопоцько.

## Биография
Происходит из старинного польского дворянского рода, в его гербе присутствовал герб Сырокомля. Окончил гимназию в Москве и юридический факультет Московского университета в 1861. Женился на фельдшере Н. А. Сопоцько, урождённой Фидлер — (1849—1921), впоследствии учительнице. От этого брака имел сыновей: Аркадия, работавшего энтомологом в Туле, Льва, (ум. 26.4.1942, Панчево, ставшего профессором по геодезии, и Михаила, ставшего писателем и врачом. Работал после окончания университета судебным следователем в Шуйском уезде, Владимирской губернии и в Иваново-Вознесенске. Затем, 2.07.1874 поступил в адвокатуру и работал присяжным поверенным во Владимире, Москве. В Вологде состоял некоторое время в должности помощника юрисконсульта в отделении Московско-Ярославской железной дороги. Эту должность он оставил в 1901 и с этого времени являлся членом консультации присяжных поверенных при Вологодском окружном суде. 10 марта 1906 года переехал в дом Девяткова на углу Дворянской и Петербургской улиц. 11 марта 1906 года вошёл в число вологжан, присоединившихся к Всероссийскому протесту против смертной казни. 26 января 1910 года он был назначен окружным судом присяжным попечителем несостоятельного должника вологодского мещанина Н. Я. Бурлова. 5 марта 1912 года сорвал заседание окружного суда. 14 мая 1912 года на общем собрании членов консультации присяжных поверенных при Вологодском окружном суде был избран в исполнительную комиссию консультации. На 5.1912 года переехал на жительство в дом Катинова на Бестужевскую улицу. 24 мая 1913 года осуществлял защиту в деле по изнасилованию и убийстве в окружном суде. Был членом ревизионной комиссии в собрании членов городского попечительства в мае 1916 года. Дальнейшая судьба не известна.

## Публикации
- Сопоцько А. О. У земского пирога. // Вологодская жизнь. — Вологда, 1909. — № 191. — С. ?
- Сопоцько. Торговый Дом Н. и А. Галкины. // ВЖ. — Вологда, 1909. — № 231. — С. 3.
- Сопоцько. Конец венчает дело. // ВЖ. — Вологда, 1909. — № 269. — С. 3.
- Сопоцько А. О. Письмо в редакцию. // ВСЛ., 1910. — № 97. — С. 5.
- Макеев В., Александров А., Сопоцько А., Чучин Ф. Отчёт о деятельности консультации поверенных при Вологодском Окружном Суде за 1911 год. — Вологда, 1912. — С. 3—15.
- Сопоцько А. О. Ловля бродячих собак. (письмо в редакцию). // ВЛ., 1913. — № 539. — С. 3.
- Сопоцько А. О. В окружном суде. // ВЛ., 1914. — № 786. — С. 3.
- Александров А., Сопоцько А., Котов П., Чучин Ф. Отчёт о деятельности Консультации Поверенных при Вологодском Окружном Суде за 1912 год. — Вологда, 1914. — С. 3—18.